# Klampok Lor
Klampok Lor is een bestuurslaag in het regentschap Demak van de provincie Midden-Java, Indonesië. Klampok Lor telt 1294 inwoners (volkstelling 2010).